# Tężnie w Gołdapi
Tężnie w Gołdapi – tężnie usytuowane w Parku Zdrojowym nad jeziorem Gołdap przy promenadzie zdrojowej na terenie uzdrowiska Gołdap w województwie warmińsko-mazurskim. 

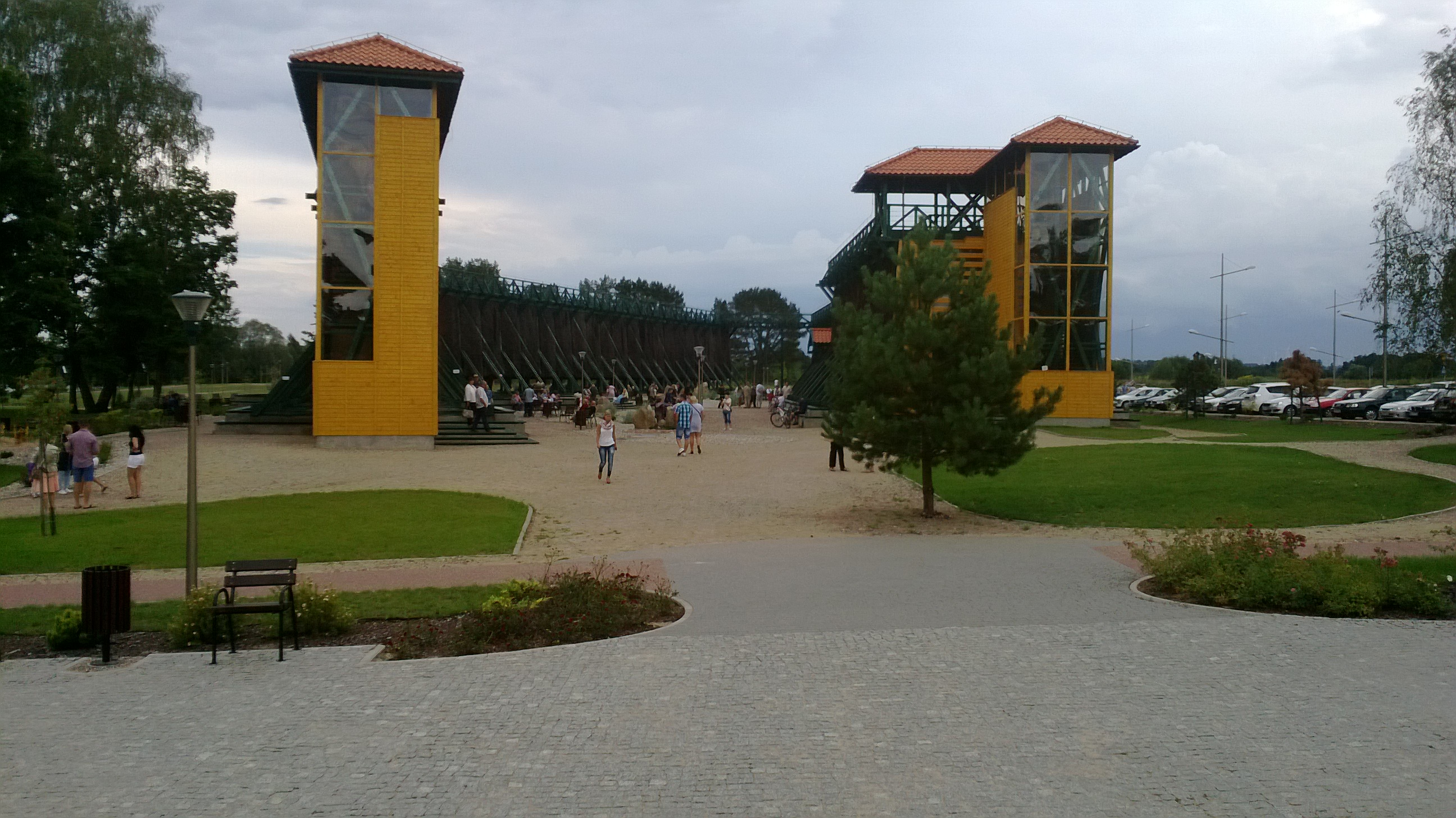
Tężnie w Gołdapi

## Historia
W 2012 zapadła decyzja o budowie Parku Zdrojowego z pijalnią wód mineralnych i leczniczych oraz groty solnej i tężni. W 2013 w Parku Zdrojowym została otwarta pijalnia wód i grota solna. W Gołdapi powstała także mini tężnia. 30 kwietnia 2014 uruchomiono tężnię solankową, która została zbudowana kosztem ok. 40 mln zł, przy wsparciu finansowym Unii Europejskiej kwotą 34 mln zł.

## Konstrukcja
Tężnia o konstrukcji drewnianej ma długość 220 m i wysokość 8 m. Zasilana jest solanką 0,6% wydobywaną z utworów jury dolnej z podziemnego źródła „Gołdap Zdrój 1" z głębokości 646 m. Ze źródła tego czerpie się także wodę leczniczą chlorkowo-sodowo-fluorkową, w której stężenie składników mineralnych rozpuszczonych wynosi 5970,97 mg/dm³. Solanka spływa po tarninie, parując pod wpływem słońca i wiatru. Powstaje przy tym aerozol, którego cząsteczki przenikają przez błony śluzowe układu oddechowego i skórę. Mikroklimat wokół tężni charakteryzuje się dużą zawartością jodu, bromu, magnezu, wapnia, potasu, sodu i fluoru.
W Parku Zdrojowym znajduje się także drugi odwiert „Gołdap Zdrój 2" o głębokości 426 m gdzie z utworów górnej kredy czerpie się wodę mineralną ze znaczną zawartością sodu, chlorków oraz fluorków. Suma rozpuszczonych składników mineralnych wynosi 1226,45 mg/dm³.

## Działanie lecznicze
Uzdrowisko Gołdap reklamuje korzystanie z naturalnego inhalatorium tężni jako zalecanego przy leczeniu m.in. schorzeń górnych i niekiedy dolnych dróg oddechowych, nadciśnienia tętniczego, alergii, chorób skóry i tarczycy, zaś osobom zdrowym profilaktycznie w celu podwyższenia odporności organizmu.